# 国鉄シキ300形貨車
国鉄シキ300形貨車（こくてつシキ300がたかしゃ）は、1958年（昭和33年）3月15日に日立製作所で1両のみ製作された大物車である。175 トン積み低床式、または210 トン積み吊り掛け式として使用することができた。車籍は当初日本国有鉄道（国鉄）で、1987年（昭和62年）の国鉄分割民営化に際しては、日本貨物鉄道（JR貨物）に継承された。
車端側に四軸ボギー台車を、車両中央側に六軸ボギー台車を備えた、全部で4台車20軸構成の車両であった。この六軸ボギー台車は日本唯一のもので、横圧軽減のため第2軸・第5軸以外の車軸が横移動できるようになっており、また、第1軸・第6軸の輪軸には特殊な踏面形状を採用して脱線係数を低く抑えている。また軸距の短縮に特に注意が払われている。空気ブレーキは積空手動切り替え式のKD203形を装備している。
低床式梁はシキ300Aと称している。175 トンの荷重は、日本の低床式大物車としては史上最大のものである。全長の37,700 mm、自重の101 トンも日本の貨車史上最大であった。
吊り掛け式梁はシキ300Bと称している。空車時の全長は27,300 mmであった。荷受梁はトラス構造で溶接組み立てであった。
シキ300は日立製作所所有の私有貨車であった。常備駅は当初日立駅で、1965年（昭和40年）11月から常陸多賀駅となり、さらに1984年（昭和59年）2月に日立駅、1988年（昭和63年）11月に常陸多賀駅と2回行き来している。1992年（平成4年）11月にA梁・B梁とも同時に廃車となった。